# Planctonófago
Planctonófago ou Planctívoros   diz-se dos animais aquáticos que se alimentam de plâncton, ou seja, tem sua dieta baseada no plâncton, seja ele, fitoplâncton, zooplâncton e/ou bacterioplâncton. fazem parte deste nicho, animais mamíferos(aquáticos),como cetáceos, Megaptera novaeangliae (Baleia Jubarte),Balaenoptera musculus (Baleia azul), Eubalaena australis (Baleia franca). peixes como: Rhincodon typus ( Tubarão baleia), Manta birostris (Raia jamanta), algumas sardinhas da família Clupeidae.também fazem parte deste nicho as tartarugas marinhas, etc. uma curiosidade a respeito dos animais placntívoroso ou planctonófagos, é que algumas espécies,em sua fase larval ou juvenil, vivem como plâncton.